# Physio-Géo
Physio-géo est une revue scientifique de géographie en accès libre. Cette revue numérique est hébergée par le portail OpenEdition Journals.
Créée en 2007, elle a repris le titre d'une ancienne revue de laboratoire (URA 141, Meudon).
Elle a un comité de rédaction et un comité de lecture.
Cette revue est consacrée aux recherches dans tous les domaines de la géographie physique (climatologie, hydrologie, géomorphologie, biogéographie…), avec un intérêt clairement énoncé pour les problèmes d'environnement.
Depuis 2011, Physio-Géo est labellisée par l'AERES dans le champ disciplinaire de la géographie. La revue est référencée par la base Mir@bel et par JournalBase (base du CNRS).